# Kawazu Ryoichi
Ryoichi Kawazu (河津 良一 Kawazu Ryoichi, sinh ngày 22 tháng 5 năm 1992) là một cầu thủ bóng đá người Nhật Bản. Anh thi đấu cho Grulla Morioka.

## Sự nghiệp
Ryoichi Kawazu gia nhập câu lạc bộ tại J2 League JEF United Chiba năm 2015. In tháng 8, anh chuyển đến Azul Claro Numazu, where he stayed two and a half-years. Vào tháng 1 năm 2018, he opted to sign cho Grulla Morioka.

## Thống kê câu lạc bộ
Cập nhật đến ngày 22 tháng 2 năm 2018.
| Thành tích câu lạc bộ | Thành tích câu lạc bộ | Thành tích câu lạc bộ | Giải vô địch | Giải vô địch | Cúp                   | Cúp                   | Tổng cộng | Tổng cộng |
| Mùa giải              | Câu lạc bộ            | Giải vô địch          | Số trận      | Bàn thắng    | Số trận               | Bàn thắng             | Số trận   | Bàn thắng |
| Nhật Bản              | Nhật Bản              | Nhật Bản              | Giải vô địch | Giải vô địch | Cúp Hoàng đế Nhật Bản | Cúp Hoàng đế Nhật Bản | Tổng cộng | Tổng cộng |
| --------------------- | --------------------- | --------------------- | ------------ | ------------ | --------------------- | --------------------- | --------- | --------- |
| 2015                  | JEF United Chiba      | J2 League             | 0            | 0            | –                     | –                     | 0         | 0         |
| 2015                  | Azul Claro Numazu     | JFL                   | 8            | 1            | –                     | –                     | 8         | 1         |
| 2016                  | Azul Claro Numazu     | JFL                   | 1            | 0            | –                     | –                     | 1         | 0         |
| 2017                  | Azul Claro Numazu     | J3 League             | 3            | 0            | 3                     | 1                     | 6         | 1         |
| Tổng                  | Tổng                  | Tổng                  | 12           | 1            | 3                     | 1                     | 15        | 2         |